# Skoattertsjerke
De Skoattertsjerke is het kerkgebouw in Oudeschoot in de Nederlandse provincie Friesland.

## Beschrijving
De zaalkerk uit 1752, ingewijd op 26 november, verving een houten gebouw uit 1610. De kerk werd gebouwd in opdracht van Menno Coehoorn van Scheltinga (1701-1777), grietman van Schoterland, en zijn vrouw Martha Kinnema. Boven de ingang is een gevelsteen met hun wapens aangebracht. De torenspits werd na een brand in 1823 vervangen. De klok uit 1758 werd in de 1942 door de Duitse bezetter gevorderd. De windwijzer heeft de vorm van een paard. In 2007 werd het houten torentje gerestaureerd. Tijdens deze werkzaamheden ontdekte men dat het hout van de gehele kerk door houtworm en de huisboktor was aangetast. Voor de restauratie werd door de gemeente Heerenveen extra geld beschikbaar gesteld.
De kansel is in Lodewijk XIV-stijl uitgevoerd. Het orgel uit 1871 is gemaakt door Willem Hardorff en geschonken door jhr. Andringa de Kempenaer. In het driezijdig gesloten koor een doopvont en twee ramen van gebrandschilderd glas gemaakt door Chris Fokma. Raam noordzijde: Er zij licht, en er was licht (Gen 1:3). Raam zuidzijde: Ik ben het Licht der wereld (Joh 8:12). In 2002 werd ter viering van het 250-jarig jubileum ook twee door Ton de Bruin gemaakte ramen geplaatst: de duif (Gen 8:11) en de broden en vissen (Luk 9:16). De naam van de kerk is sindsdien Skoattertsjerke. De kerk is een rijksmonument.

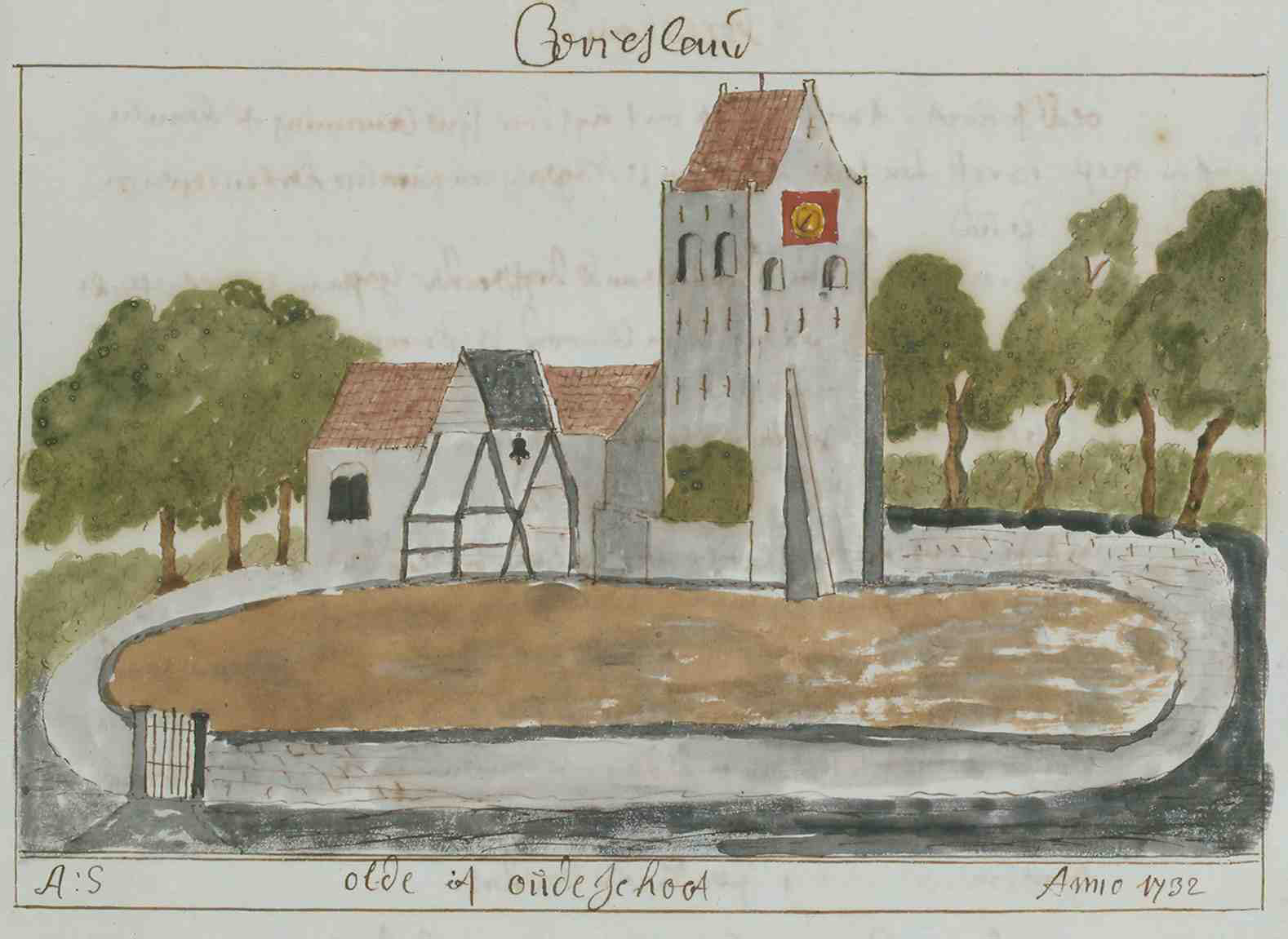
De kerk van Oudeschoot, Atlas Schoemaker: Friesland, 1710-1735
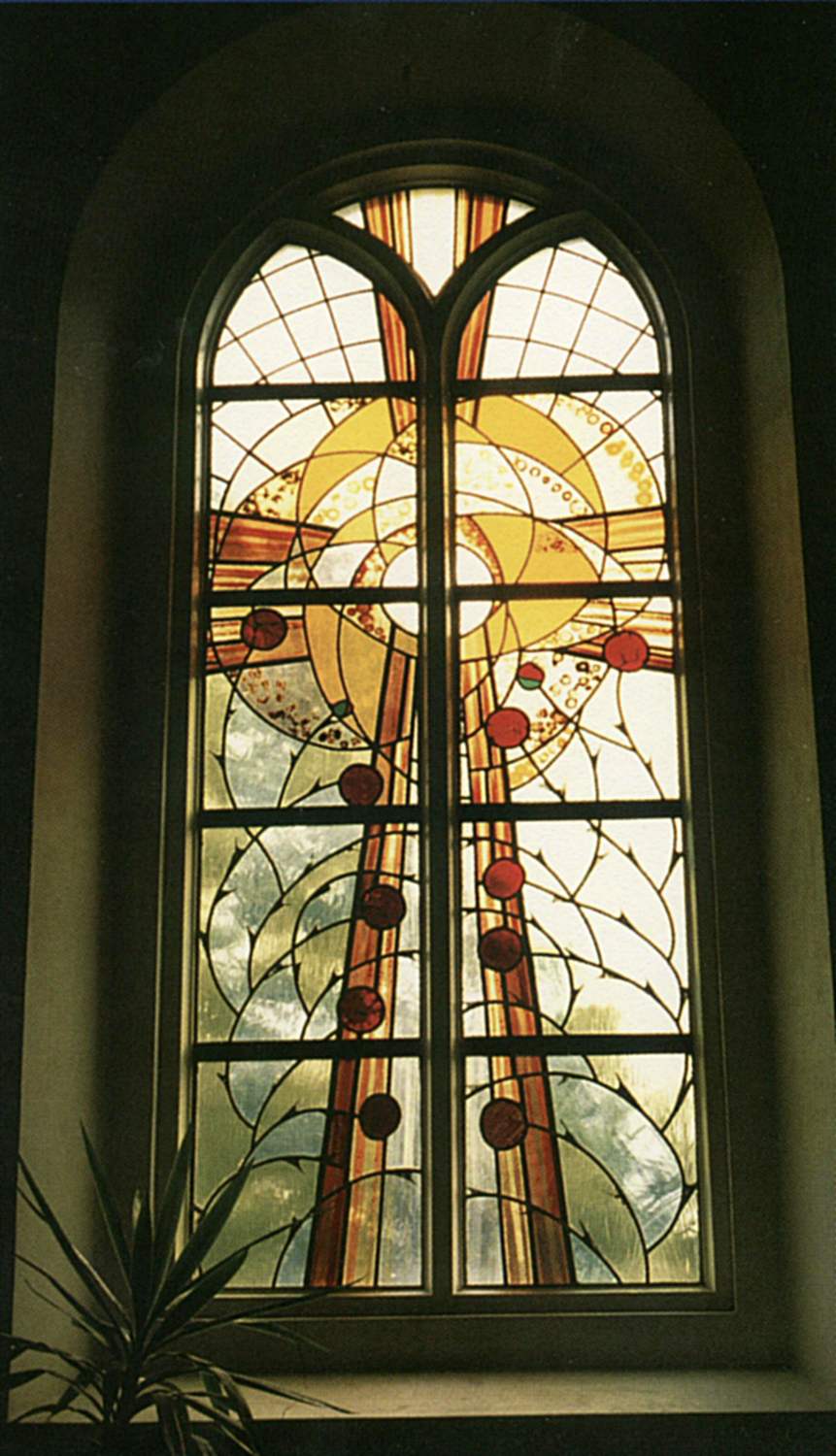
Ik ben het Licht der wereld
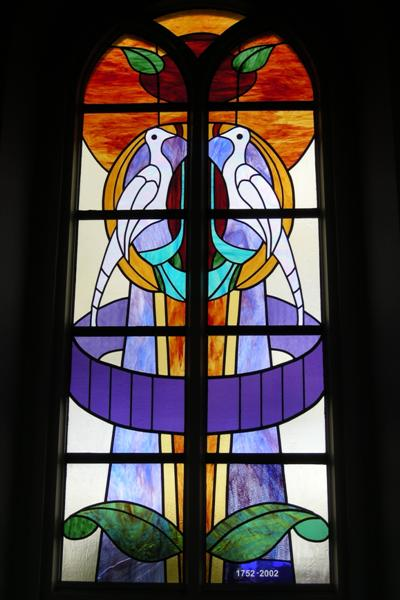
De duif (2002)
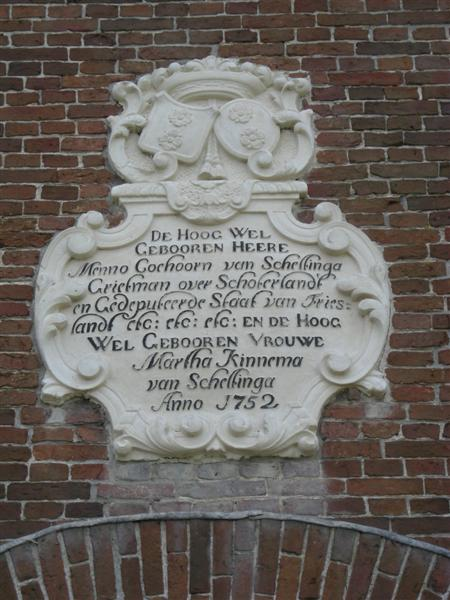
Gevelsteen boven ingang